# Nexus 2
Nexus 2 – wtyczka sound module, która została wydana w 2008 roku. Powstały dwa warianty wtyczki: Starter i Complete na Microsoft Windows i macOS. Ostatnią wersją wtyczki jest 2.7.4, która została wydana 1 grudnia 2016 roku.
Na interfejs programu składa się biblioteka, arpeggiator, trancegate, mikser i FX oraz modulator. Wersja Starter zawiera dziesięć rozszerzeń (2250 ustawień) biblioteki, a każdego roku, podczas świątecznej wyprzedaży organizowanej przez wydawcę dodawane jest jedno rozszerzenie. Do wtyczki zostało wydanych wiele rozszerzeń dla różnych gatunków muzycznych. Wersja Complete zawiera 105 rozszerzeń (12 500 ustawień).
Wspiera formaty wtyczek Virtual Studio Technology, Audio Units i AXX. Współpracuje z cyfrowymi stacjami roboczymi takimi jak: Ableton Live, Cubase, FL Studio, Logic Pro, Logic Studio, Pro Tools i Sonar 6.
Wtyczka została zrecenzowana przez takich muzyków jak i zespoły takie jak: Afrojack, Steve Aoki, Axwell, Armin van Buuren, Darude, David Guetta, Headhunterz, Jean-Michel Jarre, Manian, Marshmello, Scooter, The Crystal Method. Część z nich używa również wtyczki w swoich produkcjach.